# 徐炳麟
徐炳麟（1909年—1991年），字夢雲，中華民國軍人，湖南桂陽太和鄉地界人。早年畢業於廣州培正中學、黃埔軍校。曾任中華民國國民革命軍參謀長、副官上校, 官至國防部第五廳少將。曾參加抗日戰爭，包括三次長沙戰役及長衡會戰，隸屬於薛岳將軍麾下。（徐之三叔徐連勝、四叔徐漢臣皆為國民革命軍知名將官。)
1949年解放後年赴澳門後曾在嶎林圖書公司、港門華興行當練習生、辦事員、秘書、副經理。1955年受知名人士李濟深先生委托於香港創辦萬有圖書公司。他經營的書店和美國國會圖書館、以至美國、英國當地很多知名大學東亞圖書館都訂有「地氈式搜購合同」，即只要該館沒有的書就可以供應。1991年病逝於香港。